# 德扬·洛夫伦
德扬·洛夫伦（1989年7月5日—），是克罗地亚职业足球运动员，司职中堅，現效力希臘足球超級聯賽球會PAOK足球俱乐部。

## 俱樂部生涯
洛夫伦早年被克罗地亚联赛豪门萨格勒布迪纳摩签入，很快进入一线队，此后被租借到乙级联赛球队Zapresic，当年就帮助球队夺得乙级联赛冠军。返回萨格勒布迪纳摩后，
2010年1月，法甲里昂正式签下洛夫伦，据报道转会费為900万欧元。
2013年6月14日，英超球會南安普顿以850萬英鎊從法甲里昂簽入洛夫伦，並簽署四年合約。
2014年7月27日，英超球會利物浦宣佈簽下修咸頓後衛洛夫雲，成為該季利物浦繼兰伯特，拉爾拉拿後，第三個從修咸頓簽入的球員，据报道转会费為2000萬英鎊。

### 澤尼特
2020年7月27日，俄超球會澤尼特以1,090萬鎊簽下洛夫雲。
2020年8月15日，洛夫雲在球隊客場1-0擊敗對手羅斯托夫的比賽中踢進在澤尼特的首次進球。

## 國家隊生涯
年仅19岁的洛夫伦获得了大量出场机会，其出色表现很快赢来了国家队主帅斯拉文·比利奇的信任，刚满20岁时即获得国家队出场机会。
2012年，洛夫伦的第一个国家队比赛进球诞生在2012年欧洲杯预选赛克罗地亚队3-1战胜马耳他的比赛中，他打进了一粒精彩的头球。
洛夫伦入選了克羅埃西亞在俄羅斯舉行的2018年世界盃23人大名單。他在七場比賽均有上場，最終克羅埃西亞奪得亞軍。

## 榮譽

### 球會
國際扎普雷希奇
- 克羅地亞足球乙級聯賽冠軍：2006/07

 薩格勒布戴拿模
- 克羅地亞足球甲級聯賽冠軍：2008/09
- 克羅地亞盃冠軍：2008/09

 里昂
- 法國盃冠軍：2011/12

 利物浦
- 英格蘭聯賽盃亞軍：2015/16
- 歐洲足協盃亞軍：2015/16
- 英超亞洲盃冠軍：2017/18
- 欧洲冠军联赛冠軍 : 2018–2019
- 国际足联俱乐部世界杯冠军：2019[5]
- 英格蘭超級聯賽冠軍：2019–2020

 澤尼特
- 俄羅斯足球超級聯賽冠軍：2020–2021[6]
- 俄羅斯超級盃冠軍：2020、2021[7]年

### 國家隊
克羅地亞
- 國際足協世界盃亞軍：2018

### 個人
- 布拉尼米爾大公勳章：2018年[8]

## 外部連結
- Soccerway資料庫：德扬·洛夫伦
- 足球数据库：德扬·洛夫伦的球员统计数据
- 洛夫雲於法甲資料 （页面存档备份，存于） （法文）